# Josh Kroenke
Joshua "Josh" Walton Kroenke, född 7 maj 1980, är en amerikansk idrotts- och företagsledare. Han är president för ishockeylaget Colorado Avalanche (NHL) och basketlaget Denver Nuggets (NBA) samt ledamot i engelska fotbollsklubben Arsenal (Premier League). Kroenke är också alternerande governor för fotbollslaget Colorado Rapids (MLS) och vice styrelseordförande i holdingbolaget Kroenke Sports & Entertainment, som kontrollerar sin fars sportintressen.
Han är son till affärsmannen Stan Kroenke och filantropen Ann Walton Kroenke. Kroenke är också barnbarn till Bud Walton och systerson till Nancy Walton Laurie. I och med detta, tillhör han en av USA:s mest förmögna släkter, släkten Walton.
Kroenke avlade en kandidatexamen vid University of Missouri.